# Jens Juel (diplomat)
För andra personer med samma namn, se Jens Juel.

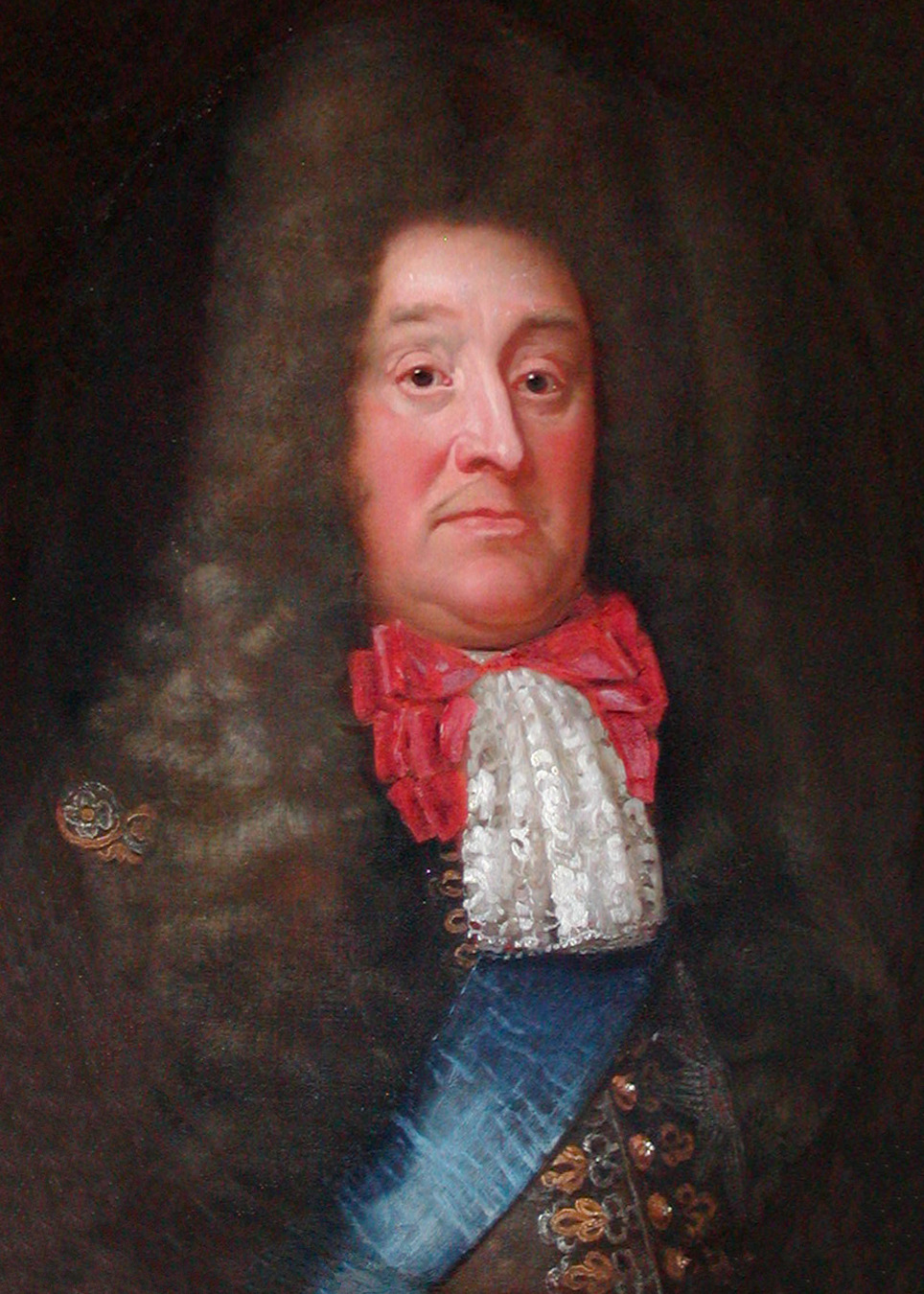
Jens Juel

Jens Juel, född 15 juli 1631, död 23 maj 1700, var en dansk ämbetsman och diplomat, från 1676 baron. Han var bror till Niels Juel.
Juel ägnade sig efter 4 års utrikesresa åt diplomatin, blev 1657 resident i Polen och var 1662-70 sändebud i Stockholm. Efter återkomsten därifrån överhopades Juel med förtroendeuppdrag, 1675 blev han geheimeråd och 1680 medlem av konseljen. Som sin vän Peder Griffenfeld önskade Juel uppskjuta kriget med Sverige och verkade som extraordinarie ambassadör i Stockholm 1673-74 av detta skäl. 1677 sändes Juel som kommissarie till flottan och stödde brodern i hans beslut att angripa svenskarna. 1679 anslöt sig Juel som underhandlare i Lund till Johan Göransson Gyllenstiernas idéer om en svensk-dansk vänskap, om än blott tills vidare, men blev efter dennes död åter bestämd motståndare till Sverige. Som statsman var Juel utpräglad realpolitiker av rätt pessimistiskt kynne. Han beklädde även höga poster i den militära förvaltningen och blev 1699 generalamiral och chef för amiralitetet. En tid var Juel president i kommerskollegium. I frågor rörande näringslivet hyllande han merkantilistiska åsikter. Av hela den gamla danska adeln var Juel under Kristian V den inflytelserikaste.